# Ribeirão Pires
Ribeirão Pires este un oraș în São Paulo (SP), Brazilia.